# Louis Jean-Jacques Durameau
Louis Jean-Jacques Durameau (Parigi, 5 ottobre 1733 – Versailles, 3 settembre 1796) è stato un pittore francese.

## Biografia

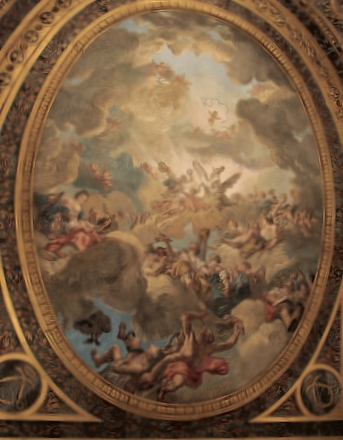
Apollo che incorona le arti (1768-1769), soffitto dell'Opéra reale di Versailles.

Figlio di Jacques Durameau, maestro calcografo, e di Marie Rocou (o Rocan), Louis Durameau fu destinato dal padre a diventare incisore. Impara a disegnare da modelli vivi con lo scultore Jean-Baptiste Defernex. In seguito entrò nello studio del pittore Jean-Baptiste-Marie Pierre. Nel 1757 vinse il Prix de Rome con il soggetto Eliseo resuscita il figlio della Sunamita.
Contemporaneamente ai lavori per il teatro dell'Opéra reale di Versailles, dove dipinge il soffitto dell'Apollo che incorona le arti (1768-1769), lavora al soffitto della camera da letto della marchesa di Voyer nell'Hôtel d'Argenson, noto anche come Cancelleria d'Orléans, una stanza che si affaccia sul Palais-Royal. Ha dipinto Lever de l'Aurore ("L'alba che sorge").
Fu nominato professore alla Scuola di belle arti di Parigi il 3 marzo 1781 e confermato il 28 dicembre 1794, in sostituzione di Christophe-Gabriel Allegrain.
Louis Durameau morì per una congestione polmonare alla Reggia di Versailles il 3 settembre 1796, dopo un viaggio a piedi da Parigi.